# 邹冈
邹冈（1932年1月1日—1999年2月24日），上海人，中国神经药理学家。1954年于毕业于上海第一医学院医疗系。1961年中国科学院药物研究所研究生毕业。中国科学院上海药物研究所研究员。对吗啡、内源性阿片肽作用原理进行了深入研究。1980年当选为中国科学院院士（学部委员）。 